# Enghave Brygge Station
Enghave Brygge Station er en underjordisk metrostation på Sydhavnslinjen, beliggende ved Frederiksholmløbet på Enghave Brygge i Københavns Sydhavn. Nabostationer er Havneholmen og Sluseholmen. Stationen blev åbnet 22. juni 2024. Stationen er udsmykket med betonudsmykninger og lyslederkabler skabt af den danske kunstner Pernille With Madsen.